# Питкас-Пойнт (Аляска)
Питкас-Пойнт (англ. Pitkas Point) — статистически обособленная местность в зоне переписи населения Кусилвак, штат Аляска, США. По данным переписи 2000 года население составляет 125 человек.

## География
Площадь статистически обособленной местности составляет 3,9 км², из которых 3,9 км² — суша и 0 км² — открытые водные пространства. Расположена на правом берегу реки Юкон, при впадении в неё реки Андреяфски.

## Население
По данным переписи 2000 года население статистически обособленной местности составляло 125 человек. Расовый состав: белые — 6,4 %; коренные американцы — 91,2 % и представители двух и более рас — 2,4 %.
Из 30 домашних хозяйств в 56,7 % — воспитывали детей в возрасте до 18 лет, 56,7 % представляли собой совместно проживающие супружеские пары; 13,3 % — женщины, проживающие без мужей и 20,0 % не имели семьи. 20,0 % от общего числа семей на момент переписи жили самостоятельно, при этом 3,3 % составили одинокие пожилые люди в возрасте 65 лет и старше. В среднем домашнее хозяйство ведут 4,17 человек, а средний размер семьи — 4,92 человек.
Доля лиц в возрасте младше 18 лет — 46,4 %; от 18 до 24 лет — 8,8 %; от 25 до 44 лет — 26,4 %; от 45 до 64 лет — 15,2 % и лиц старше 65 лет — 3,2 %. Средний возраст населения — 22 года. На каждые 100 женщин приходится 101,6 мужчин; на каждые 100 женщин в возрасте старше 18 лет — 109,4 мужчин.

## Экономика
Средний доход на совместное хозяйство — $41 875; средний доход на семью — $46 250. Средний доход на душу населения — $10 488.